# منتريال أكسبوز
منتريال أكسبوز هو فريق كرة قاعدة كندي أٌسس عام 1969. يلعب الفريق في دوري كرة القاعدة الرئيسي.